# Świat Todda
Świat Todda (ang. Todd World, 2004–2008) – indyjsko-irlandzko-brytyjsko-amerykański serial animowany produkcji Taffy Entertainment, Mike Young Productions, HiT Entertainment, Telegael Teoranta, DQ Entertainment i Discovery Kids. Zawiera 52 odcinki po 15 minut.
Serial emitowany w Polsce na kanale CBeebies 3 marca 2008 roku.

## Wersja polska
Opracowanie i udźwiękowienie wersji polskiej: na zlecenie BBC Worldwide
- Master Film (początkowe odcinki),
- Studio Sonica (późniejsze odcinki)

Reżyseria:
- Małgorzata Boratyńska (odcinki z Master Filmu),
- Jerzy Dominik (odcinki ze studia Sonica),
- Dorota Kawęcka

Obsada: Małgorzata Boratyńska (odcinki ze studia Sonica)

Dialogi:
- Katarzyna Precigs (odc. 1–2),
- Edyta Czepiel-Zadura (odc. 50–52),
- Monika Wierzbicka (odc. 48–49),
- Piotr Skodowski (odc. 40–43),
- Joanna Krejzler,
- Paweł Rojewski

Dźwięk:
- Joanna Napieralska (odc. 1–2),
- Maciej Sapiński (odc. 40–52),
- Janusz Czubak,
- Stanisław Winiarski,
- Agnieszka Stankowska

Montaż:
- Paweł Siwiec (odc. 1–2),
- Anna Tkaczyk,
- Stanisław Winiarski,
- Agnieszka Stankowska

Kierownictwo produkcji:
- Agnieszka Wiśniowska (odc. 1–2),
- Agnieszka Kudelska (odc. 40–52)

Teksty piosenek:
- Janusz Onufrowicz (intro),
- Marek Krejzer

Opracowanie muzyczne: Piotr Gogol

Udział wzięli:
- Elżbieta Jędrzejewska – Todd
- Dominika Kluźniak – Zosia
- Olga Bończyk – Stefcia
- Andrzej Chudy – Kalasawy
- Jacek Kopczyński –  Bodzio (większość odcinków)
- Tomasz Bednarek – Bodzio (niektóre odcinki)
- Cezary Kwieciński – Pucek
- Cezary Nowak – Hektor
- Anna Gajewska
  - Mama Stefci,
  - Julian
- Anna Apostolakis – Musia
- Sebastian Cybulski – Kwark
- Sławomir Pacek
- Dariusz Błażejewski
- Modest Ruciński
- Agnieszka Matysiak
- Grzegorz Drojewski
  - Kwark,
  - Finiasz
- Stefan Knothe
- Jarosław Boberek – Mruk
- Katarzyna Pysiak

i inni
Piosenkę śpiewały:
- Honorata Zajączkowska, Magdalena Tul, Małgorzata Szymańska, Patrycja Tomaszewska (intro),
- Katarzyna Pysiak

Lektor: Dominika Kluźniak

## Spis odcinków
| Nr             | Polski tytuł               | Angielski tytuł                               |
| -------------- | -------------------------- | --------------------------------------------- |
|                |                            |                                               |
| SERIA PIERWSZA |                            |                                               |
|                |                            |                                               |
| 01             | Różne uszy Stefci          | Stella’s Different Ears                       |
|                |                            |                                               |
| 02             | Todd buduje twierdzę       | Todd Builds a Fort                            |
|                |                            |                                               |
| 03             |                            | Pickle’s Smelly Socks                         |
|                |                            |                                               |
| 04             |                            | Todd Time                                     |
|                |                            |                                               |
| 05             |                            | Pickle’s Problem                              |
|                |                            |                                               |
| 06             |                            | Rock My World                                 |
|                |                            |                                               |
| 07             |                            | Prickly Partner                               |
|                |                            |                                               |
| 08             |                            | Worm’s Eye View                               |
|                |                            |                                               |
| 09             | Dziobak                    | Platyroo                                      |
|                |                            |                                               |
| 10             | Wielbiciel lodów           | Venus Ice Cream Trap                          |
|                |                            |                                               |
| 11             | Tajny klub Stefci          | Stella’s Special Club                         |
|                |                            |                                               |
| 12             |                            | It’s OK to Lose Your Mittens                  |
|                |                            |                                               |
| 13             |                            | Come Over to My House                         |
|                |                            |                                               |
| 14             |                            | Sophie’s Sinking Feeling                      |
|                |                            |                                               |
| 15             |                            | Who’s Your Best Friend                        |
|                |                            |                                               |
| 16             | Nowa koleżanka             | Pretend Friend                                |
|                |                            |                                               |
| 17             |                            | Stella’s Bad Dream                            |
|                |                            |                                               |
| 18             |                            | No Place Like Home                            |
|                |                            |                                               |
| 19             |                            | Todd takes a Stand                            |
|                |                            |                                               |
| 20             |                            | Bennie’s Missing Chew Toy                     |
|                |                            |                                               |
| 21             |                            | Colorful Friend                               |
|                |                            |                                               |
| 22             | Zabawa w limbo             | Whole Lotta Limbo                             |
|                |                            |                                               |
| 23             |                            | It’s OK to Say No to Bad Things               |
|                |                            |                                               |
| 24             |                            | Sophie’s Big Invention                        |
|                |                            |                                               |
| 25             | Pieski dzień               | Dog’s Day                                     |
|                |                            |                                               |
| 26             |                            | Shall We Dance?                               |
|                |                            |                                               |
| 27             |                            | Dirt Day                                      |
|                |                            |                                               |
| 28             |                            | Mr. Cuddle Wuddle                             |
|                |                            |                                               |
| 29             |                            | It’s OK to Do Your Own Thing                  |
|                |                            |                                               |
| 30             |                            | Follow That Alligator                         |
|                |                            |                                               |
| 31             |                            | Beach Day                                     |
|                |                            |                                               |
| 32             |                            | New Kid on the Block                          |
|                |                            |                                               |
| 33             |                            | You Get What You Get                          |
|                |                            |                                               |
| 34             |                            | Garden Variety Pickle                         |
|                |                            |                                               |
| 35             |                            | Quill She or Won’t She                        |
|                |                            |                                               |
| 36             |                            | Flavor of the Month                           |
|                |                            |                                               |
| 37             |                            | Pizza on Earth                                |
|                |                            |                                               |
| 38             |                            | Bark Like a Cat                               |
|                |                            |                                               |
| 39             |                            | Colorless Todd                                |
|                |                            |                                               |
| 40             |                            | Underwear Everywhere                          |
|                |                            |                                               |
| 41             | Nie bój się mówić rękoma   | It’s OK To Talk With Your Hands               |
|                |                            |                                               |
| 42             | Czysta woda zdrowia doda   | Water U Thinking                              |
|                |                            |                                               |
| 43             | Poczytajmy coś innego      | Peace is Reading All Different Kinds of Books |
|                |                            |                                               |
| 44             | Ryczący sukces             | A Roaring Success                             |
|                |                            |                                               |
| 45             | Włóż buty                  | Shoe In                                       |
|                |                            |                                               |
| 46             | Swędzące swędzenie         | Itchy Itch                                    |
|                |                            |                                               |
| 47             | Mama Musia                 | Mommy Mitzi                                   |
|                |                            |                                               |
| 48             | Szczekanie w ciemnościach  | Bark in the Dark                              |
|                |                            |                                               |
| 49             | Nie zawsze musisz wygrywać | It’s OK Not to Win                            |
|                |                            |                                               |
| 50             | Piracka księżniczka        | Princess Pirate                               |
|                |                            |                                               |
| 51             | Kółka to fajna rzecz       | It’s OK To Have Wheels                        |
|                |                            |                                               |
| 52             | Małpie figle               | Monkeying Around                              |
|                |                            |                                               |

## Opis odcinków
- 1. Stella uczy się, że bycie innym niż wszyscy nie jest niczym złym.
- 2. Todd buduje z przyjaciółmi fort.
- 3. Sophie i Ralph próbują opowiedzieć Pickle’owi o zapachu jego skarpet.
- 4. Todd chce robić wszystko sam.
- 5. Pickle wstydzi się założyć okulary.
- 6. Przyjaciele Pickle’a uczą się szanować jego gust muzyczny.
- 7. Sophie i Ralph będą tańczyć.
- 8. Stella spędza dzień z jednym z cyrkowych robaków.
- 9. Todd pomoże małemu dziobakowi odnaleźć mamę.
- 10. Hector myśli, że roślinka chciała go ugryźć.
- 11. Stella wprowadza surowe zasady dla członków klubu.
- 12. Benny gubi ulubione rękawiczki Todda.
- 13. Todd i przyjaciele uczą się zaprzyjaźniać.
- 14. W tym odcinku Sophie wynajduje wannę na kółkach.
- 15. W tym odcinku Todd musi określić, kto jest jego najlepszym przyjacielem.
- 16. Sophie ma wyimaginowanego przyjaciela.
- 17. Stella marzy o tym, by wszyscy byli tacy, jak ona.
- 18. Todd spędza noc w cyrkowym namiocie Pickle’a.
- 19. Plany Todda i jego przyjaciół chcących pozjeżdżać na nowej zjeżdżalni zostają pokrzyżowane.
- 20. Benny oskarża swoich przyjaciół o to, że ukradli mu piłkę.
- 21. Zebra Zach cieszy się z tego, że jest inny niż wszyscy.
- 22. Pickle jest za wysoki, by bawić się w limbo i przechodzić pod patykiem.
- 23. Todd i Pickle ośmielą się zrobić coś bardzo niebezpiecznego.
- 24. Sophie potrzebuje pomocy w związku ze swoim nowym wynalazkiem.
- 25. Benny jest zazdrosny o psa – robota Sophie.
- 26. Benny nauczył się nowego układu tanecznego.
- 27. Vark tęskni za nic nie robieniem i wakacjami.
- 28. Wujek Benny wciąż uwielbia swój kocyk.
- 29. Pickle uczy się pewności siebie.
- 30. Todd i jego przyjaciele uczą się, jak można spojrzeć na świat z nowej perspektywy.
- 31. Przyjaciele Todda i rodzina krabów odkrywają, że więcej ich łączy niż dzieli.
- 32. Nowy kolega, mówiący w obcym języku, dołącza do grupy.
- 33. Todd uczy się, jak radzić sobie z rozczarowaniem.
- 34. Todd i przyjaciele sadzą w ogrodzie swoje ulubione kwiatki.
- 35. Ralph zabiera Sophie na festiwal „tylko dla jeży”.
- 36. Dzieci i zwierzęta uczestniczą w konkursie na wymyślenie nowego smaku lodów.
- 37. Hojność Todda prowadzi do kłótni.
- 38. Mama pies zaczyna uświadamiać sobie wartość życia razem z innymi, nawet inaczej zachowującymi się zwierzętami.
- 39. Z Todda schodzi nagle kolor.
- 40. Sophie nie jest zachwycona nową modą, która nakazuje nosić bieliznę na głowie.
- 41. Todd i Pickle uczą się nowych sposobów komunikowania, gdy poznają Willa – niesłyszącego chłopca.
- 42. Rybka Sophie – Banan i jej przyjaciel – Ferdynand bawią się razem, a później obydwoje się rozchorowują.
- 43. Todd i Stella przez pomyłkę zamieniają się książkami.
- 44. Pickle uczy się, że to nie ryk czyni lwa odważnym.
- 45. Todd zbiera buty dla stonogi.
- 46. Todd i Benny dostają wielkiej wysypki.